# Edlingham Castle

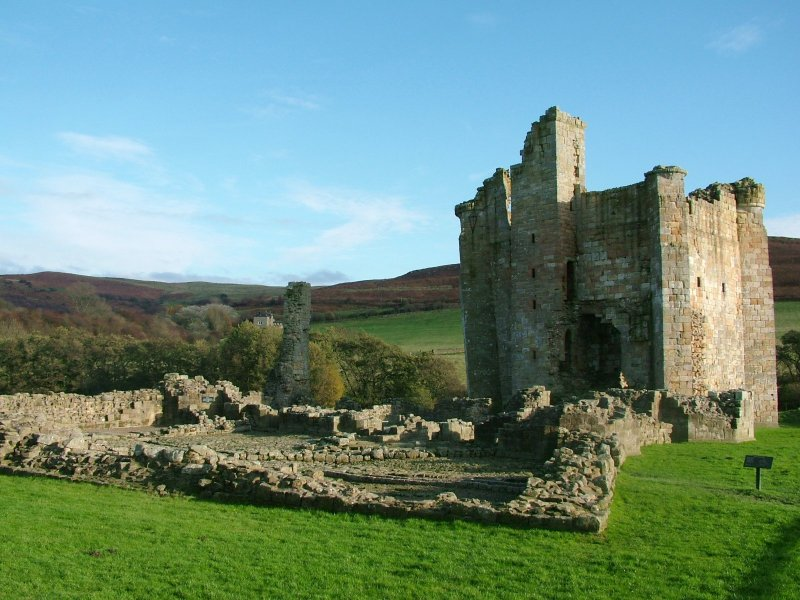
Turmruine mit Solar von Edlingham Castle

Edlingham Castle ist eine Burgruine in einem Tal westlich von Alnwick in der englischen Grafschaft Northumberland. Die kleine Ruine, die Nikolaus Pevsner als eine der interessantesten im Land beschrieben hat, hat English Heritage als historisches Gebäude I. Grades gelistet und sie gilt als Scheduled Monument. Das Dorf Edlingham ist wenig mehr als eine Kirche mit einigen Häusern darum in der Nähe der Burgruine.
Die Ruinen liegen größtenteils flach, nur der Turm des Solars (Speisesaal für die Familie) steht noch, auch wenn er einen beeindruckenden Riss hat, der durch verschiedene Stockwerke bis zum Erdgeschoss verläuft. Die Fundamente und Teile der Mauern des Hallenhauses, des Torhauses, der Barbakane und anderer Gebäude im Burghof sind heute noch sichtbar; die meisten stammen aus dem 16. Jahrhundert.
Die Burg – oder eigentlich das befestigte Herrenhaus, das typisch für viele mittelalterliche Häuser im Norden Englands ist – wacht über einen der wenigen Zugangswege nach Alnwick durch die Hügel im Westen. Ihre Befestigungen wurden als Antwort auf die Kriegshandlungen an der Grenze zu Schottland in der Zeit zwischen 1300 und 1600 verstärkt.

## Geschichte

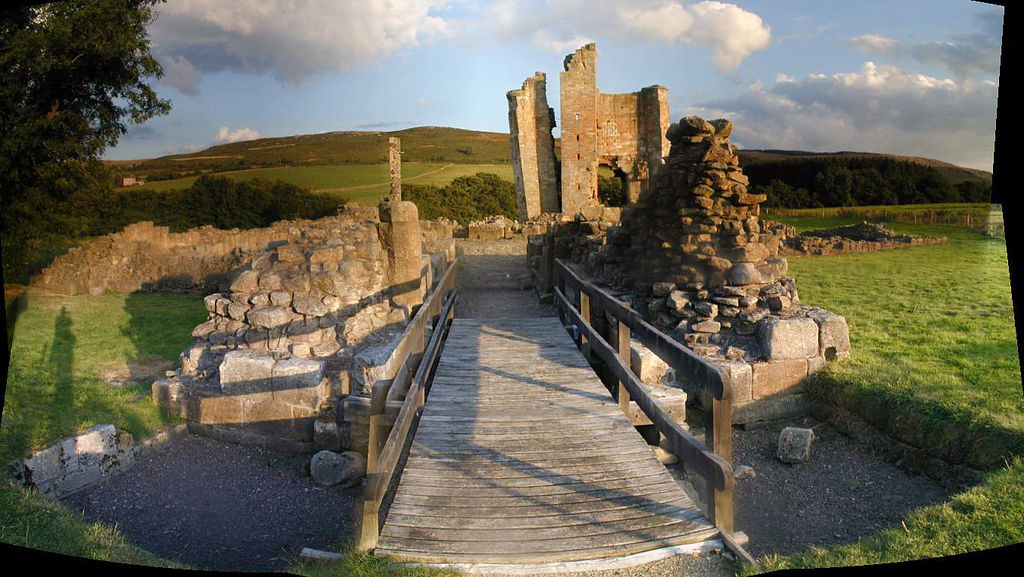
Blick auf die Ruine von Edlingham Castle vom Torhaus aus

1174 befand sich ein Herrenhaus an dieser Stelle im Besitz eines John of Edlingham. 1294 verkaufte es einer seiner Nachfahren, Walter of Edlingham, an William de Felton, der es durch den Bau starker Ringmauern und eines Torhauses und die Befestigung des Rittersaales sowie den Bau zusätzlicher Gebäude im Burghof befestigte. 1396 erbte es Elizabeth de Felton und heiratete Sir Edmund Hastings, der einen starken Turm mit Solar hinzufügen ließ. Ihre Nachfahren bewohnten Burg und Anwesen bis 1514, dann kaufte sie George Swinburne ein Konstabler aus Prudhoe, dessen Familie sie bis ins 18. Jahrhundert behielt. 
In dieser Zeit verfiel die Burg langsam; die meisten Gebäude wurden in den 1660er-Jahren abgerissen, um mit dem Baumaterial Bauernhöfe in der Nähe zu bauen. Nur der Turm mit dem Solar blieb intakt. 1978 erwarb das Department for the Environment das Anwesen und führte umfangreiche archäologische Ausgrabungen durch. Vorher war der Turm mit dem Solar bis zu einer Höhe von drei Metern mit Schutt gefüllt, der im Rahmen der Arbeiten entfernt wurde.
Das Anwesen wird heute von English Heritage verwaltet und ist für die Öffentlichkeit leicht von der nahegelegenen Kirche St John Baptist aus zu erreichen. William de Felton ist in dieser Kirche begraben. Auf dem Anwesen befindet sich eine Informationstafel; Broschüren mit detaillierteren Angaben sind gegen eine kleine Spende in der Kirche erhältlich.